# Squadriglia 19
Squadriglia 19 o Volo 19 era la designazione di un gruppo di cinque aerosiluranti Grumman TBF Avenger che scomparvero il 5 dicembre 1945 durante un'esercitazione della Marina statunitense. La missione era chiamata "Problema di navigazione n° 1", una combinazione di bombardamento e navigazione, che era stata pianificata anche per altri equipaggi quel giorno.
Qualche problema di natura sconosciuta aveva portato Charles Carroll Taylor (l'aviatore assegnato a funzioni di istruttore della squadra durante l'esercitazione) a giungere in ritardo al briefing pre-decollo con la richiesta di essere sollevato dall'incarico (richiesta poi non accettata per mancanza di un sostituto) e successivamente, durante la missione vera e propria, la sua confusione e le sue paure irrazionali peggiorarono la situazione degli allievi aviatori portandoli lontani dalla costa Tutti i 14 aviatori del volo scomparvero, assieme ai 13 membri dell'equipaggio di un PBM Mariner che esplose in volo mentre stava cercando i dispersi. Gli investigatori conclusero che i membri del Volo 19 si disorientarono e affondarono in acque agitate quando i loro velivoli terminarono il carburante, mentre il PBM fu vittima di un guasto meccanico. Alcuni contestarono negli anni successivi questa versione ufficiale della Marina ed altri come Charles Berlitz e Richard Winer utilizzarono informazioni apparse su American Legion Magazine e proprie ricerche per pubblicare delle spiegazioni che diedero inizio al mito del triangolo delle Bermude.

## Problema di Navigazione nº 1
Il Volo 19 stava effettuando una normale esercitazione di routine per valutare la navigazione e le operazioni di combattimento degli allievi. Il leader della formazione Charles Carroll Taylor possedeva circa 2500 ore di volo, la maggior parte in aerei di quel tipo, mentre gli studenti possedevano in totale 300 ore di volo, di cui 60 nell'Avenger. Taylor era recentemente stato trasferito da Miami dove era impiegato come istruttore, mentre gli studenti recentemente avevano completato altre missioni di esercitazioni nell'area dove si svolse l'esercitazione "Problema di Navigazione n°1". Ogni aereo aveva il pieno di carburante.
La navigazione della rotta era stabilita per insegnare i principi di "Navigazione stimata" (Dead reckoning), che comprendevano il calcolo, tra le altre cose, degli intervalli di tempo. L'apparente mancanza di strumenti di misurazione del tempo non era causa di preoccupazione poiché si era presunto che ogni membro dell'equipaggio possedesse il proprio orologio. Il decollo era previsto per le 13:45 ora locale, ma il ritardo di Taylor spostò l'inizio dell'esercitazione alle 14:10. Il tempo era descritto come "...favorevole, mare da moderato ad agitato". Nella missione Taylor era supervisore, piuttosto che leader della formazione, e non doveva intervenire a meno di un errore degli allievi. Con un pilota addestrato come leader, l'esercizio includeva una rotta triangolare e il ritorno a Fort Lauderdale. Dopo il decollo essi avrebbero dovuto volare a est per 90 km (56 miglia) fino a Hens e Chickens Shoals dove era prevista l'esercitazione di bombardamento. Il volo avrebbe dovuto continuare verso est per altri 108 km (67 miglia) prima di girare e seguire una rotta per 346° per 117 km (73 miglia), sorvolando l'isola di Grand Bahama. Infine, i velivoli avrebbero preso una rotta di 241° per 193 km (120 miglia), che li avrebbe riportati alla base di Fort Lauderdale.
Le conversazioni radio tra i piloti erano rintracciabili dalla base e dagli altri aerei presenti nella zona. È noto che le operazioni di esercitazione nel bombardamento erano state completate con successo attorno alle 15:00, quando un pilota richiese il permesso di sganciare l'ultima bomba, indicando che stavano procedendo lungo il primo passaggio. Quaranta minuti dopo un altro istruttore di volo, il tenente Robert F. Fox nel FT-74, che era assieme al suo gruppo di allievi durante una esercitazione dello stesso tipo ricevette una trasmissione non identificata. Una voce maschile chiese a Powers (uno degli allievi) la lettura della bussola. La risposta registrata fu:
| [07.54.23] Powers: «I don't know where we are. We must have got lost after that last turn.» [Non so dove siamo. Dobbiamo esserci persi dopo l'ultima virata] |
Fox trasmise:
| Fox: «This is FT-74, plane or boat calling "Powers" please identify yourself so someone can help you.» [Qui è FT-74, aereo o nave chiamato 'Powers' identificarsi in modo da poter ricevere aiuto] |
Dopo qualche momento la risposta fu una richiesta da parte degli altri allievi di suggerimenti. FT-74 tentò ancora, e un velivolo identificato come FT-28 (Taylor) rispose.
| Fox: «FT-28, this is FT-74, what is your trouble?» [FT-28, qui è FT-74, qual è il vostro problema?] |
| Taylor: «Both of my compasses are out and I am trying to find Fort Lauderdale, Florida. I am over land but it's broken. I am sure I'm in the Keys but I don't know how far down and I don't know how to get to Fort Lauderdale.» [Entrambe le mie bussole sono andate e sto tentando di trovare Fort Lauderdale, Florida. Sono sopra la terraferma ma è interrotta. Sono sicuro di essere alle Keys (nota: le Florida Keys) ma non so a che altitudine e non so come raggiungere Fort Lauderdale] |

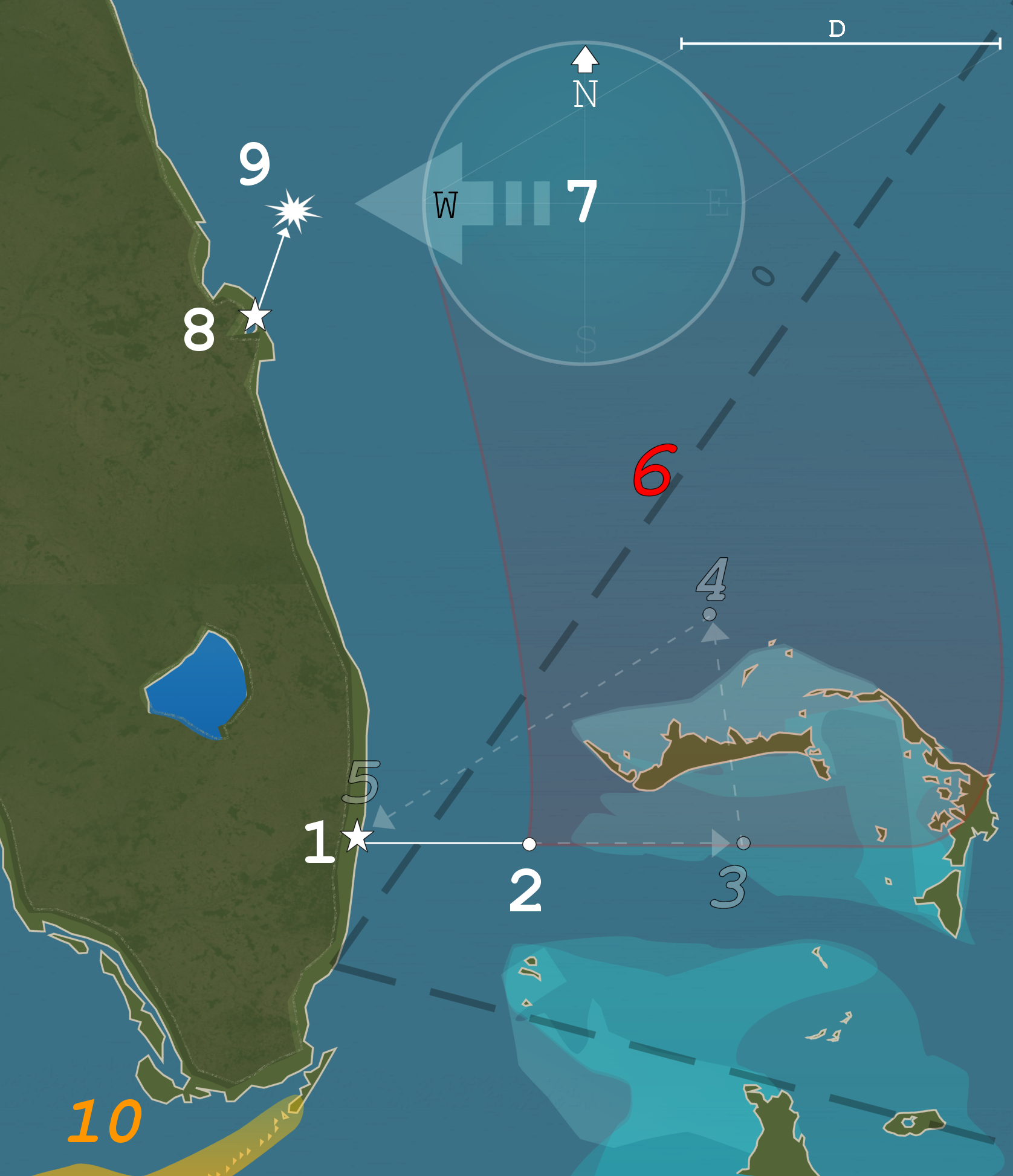
Mappa del piano di volo e la posizione finale il 5 dicembre 1945. 0. Il triangolo delle Bermude 1. Decollo dalla base di Fort Lauderdale 14:10. 2. Esercitazione di bombardamento a Hens and chickens shoals fino a circa le 15:00. 3. Prima virata, nuova direzione 346° per 117 km. 4. Seconda virata, nuova direzione 241° per 193 km. 5. Arrivo previsto alla base 6. 15:00 - 17:50 posizione esatta sconosciuta 7. La triangolazione delle 17:50 restringe l'area del volo all'interno di un raggio di 161 km centrato alle coordinate e l'ultima rotta riferita, 270°. 8. PBM-5 (BuNo 59225) decolla dalla base di banana river alle 19:27 9. 19:50 PMB-5 esplode vicino alle coordinate 10. Florida Keys, dove Taylor pensava di essere

FT-74 informò la base che degli aerei erano dispersi, poi suggerì a Taylor di mettere il sole sulla sua ala di babordo e volare verso nord lungo la costa fino a Fort Lauderdale. La base chiese se l'aereo del leader della formazione era equipaggiato con un trasmettitore IFF standard, in modo da poterlo usare per triangolare la posizione del volo, ma il messaggio non venne confermato da FT-28. Invece, alle 16:45 Ft-28 trasmise
| Taylor: «We are heading 030 degrees for 45 minutes, then we will fly north to make sure we are not over the Gulf of Mexico.» [Stiamo puntando per 030 gradi per 45 minuti, per volare verso nord per assicurarci di non essere sopra il Golfo del Messico] |
Venne indicato a Taylor di trasmettere sulla frequenza di 4805 kHz, ma l'ordine non venne confermato, quindi gli venne chiesto di commutare su 3000 kHz, la frequenza di ricerca e recupero. Taylor rispose
| Taylor: «I cannot switch frequencies. I must keep my planes intact.» [Non posso commutare le frequenze. Devo mantenere il mio aereo intatto.] |
Alle 16:56 Taylor non confermò la ricezione di un'altra richiesta di attivare il proprio trasmettitore per YG, se ne fosse stato provvisto. Alcuni minuti dopo venne captato mentre trasmetteva per radio
| Taylor: «Change course to 090 degrees (due east) for 10 minutes.» [Modificare rotta per 090 est per 10 minuti] |
Circa allo stesso istante, venne ricevuta una trasmissione da parte di due allievi
| ?: «Dammit, if we could just fly west we would get home; head west, dammit.» [Maledizione, se potessimo volare a ovest saremmo a casa; vira verso ovest, maledizione.] |
Quando il tempo iniziò a peggiorare, i contatti radio divennero intermittenti, e si pensa che i cinque aerei fossero in quel momento circa 322 km (200 miglia) a est dalla penisola della Florida.
| Taylor: «We'll fly 270 degrees west until landfall or running out of gas» [Voleremo per 270 gradi verso ovest fino all'atterraggio o al termine del carburante] |
Taylor richiese un controllo del meteo alle 17:24. Alle 17:50 diverse stazioni radio sulla terraferma triangolarono la posizione del gruppo di aerei all'interno di un raggio di 161 km (100 miglia) centrato sulle coordinate 29°N 79°W. Il volo 19 era a nord delle Bahama e ben fuori dalle coste della Florida, ma nessuno pensò di trasmettere questa informazione in modo ripetuto. Alle 18:04 Taylor trasmise
| Taylor: «Holding 270, we didn't fly far enough east, we may as well just turn around and fly east again» [Mantengo 270, non abbiamo potuto volare abbastanza ad est, potremmo girarci e volare nuovamente verso est] |
In quel momento, le condizioni meteorologiche erano ancora peggiorate e il sole era tramontato. Verso le 18:20 venne ricevuto l'ultimo messaggio di Taylor, che trasmise
| Taylor: «All planes close up tight ...we'll have to ditch unless landfall ...when the first plane drops below 10 gallons, we all go down together.» [Tutti gli aeroplani si avvicinino ...dovremo ammarare a meno di poter toccar terra ...quando il primo aereo scende sotto i 10 galloni (38 l), scendiamo assieme.] |
Nello stesso istante, nella stessa area, la SS Viscount Empire, una nave mercantile, trasmise che era in acque agitate e con venti sostenuti a nordest delle Bahamas, dove il gruppo di aerei stava per affondare.

## PBM-5 (BuNo 59225)

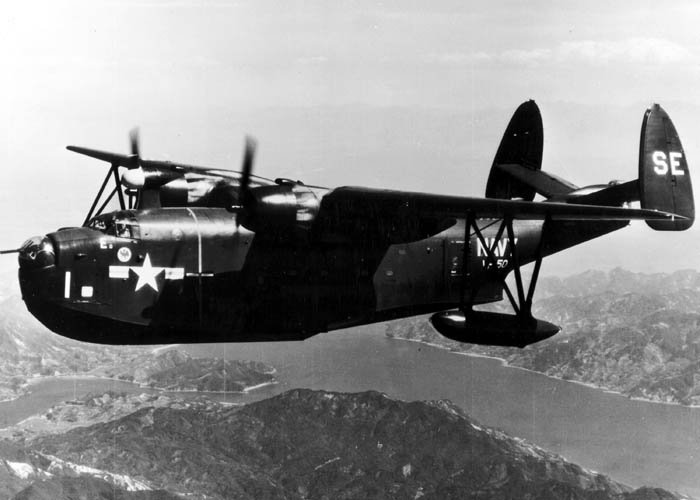
Un PBM-5 Mariner simile al BuNo 59225

Precedentemente, quando divenne palese la scomparsa degli aerei, vennero allertate diverse basi aeree, aerei e mercantili. Un Consolidated PBY Catalina partì dopo le 18:00 per cercare gli aerei e guidarli alla base nel caso li avesse localizzati. Dopo il tramonto, due Martin Mariner precedentemente destinati ad un volo di esercitazione vennero inviati per effettuare dei percorsi di ricerca ad ovest delle coordinate 29°N 79°W. Il PBM-5 BuNo 59225 decollò alle 19:27 dalla Base di Banana River, inviò un messaggio radio di routine alle 19:30 e vennero persi i contatti.
Alle 19:50 la petroliera SS Gaines Mills riferì una esplosione in aria, con fiamme che bruciarono sull'acqua per 10 minuti. La posizione indicata era 28°59′N 80°25′W. Il capitano Shonna Stanley comunicò che stava cercando delle macchie d'olio in acqua per recuperare degli eventuali sopravvissuti, ma non ne furono trovati. Anche la USS Solomons riferì l'esplosione nell'esatta posizione dove l'aereo scomparve dai radar. L'incidente provocò dunque la morte dell'intero equipaggio formato da 13 persone.

## Indagini
Il rapporto investigativo pubblicato pochi mesi dopo contenne diverse osservazioni.
- Il tenente Taylor credette erroneamente che le piccole isole che stava sorvolando fossero le Florida Keys, quindi pensò di essere sul Golfo del Messico e che dirigendosi a nordest sarebbe giunto in Florida. Venne determinato che Taylor passò sopra le Bahamas come previsto e di fatto portò il suo volo a nordest sopra l'Atlantico. Il rapporto notò che alcuni allievi potevano sapere la loro posizione approssimata come indicato dalle trasmissioni radio dove veniva affermato che volando ad ovest si sarebbe raggiunta la terraferma.
- Il tenente Taylor, anche se un eccellente pilota da combattimento e ufficiale della Marina, aveva la tendenza a volare di propria iniziativa e istintivamente, smarrendosi varie volte nel passato[6].
- La responsabilità della perdita degli aerei del Volo 19 venne attribuita al tenente Taylor.
- La perdita del PBM-5 BuNo 59225 venne attribuita ad un'esplosione in volo[7].

Il rapporto venne successivamente modificato, indicando "cause sconosciute" per l'incidente. Questo avvenne dopo che la madre di Taylor ebbe accusato la Marina di aver scorrettamente incolpato suo figlio per la perdita di cinque aerei e 14 persone, senza possedere i corpi o gli aerei come prova.
Se gli aerei fossero stati dove Taylor pensava, allora avrebbero potuto raggiungere le coste della Florida in 10 o 20 minuti. Tuttavia, una successiva ricostruzione dell'incidente mostrò che le isole viste da Taylor erano probabilmente le Bahamas, molto più a nordest delle isole Keys e che gli aerei erano esattamente dove avrebbero dovuto essere. Gli investigatori scoprirono che a causa della convinzione di Taylor di essere su una rotta verso la Florida, Taylor guidò il volo ulteriormente a nordest lontano dalla costa. Inoltre, era generalmente noto alla base di Fort Lauderdale che se un pilota si perdeva in mare doveva puntare a 270 gradi ovest (o verso il sole che tramontava se accadeva nel pomeriggio e la bussola era fuori uso). Nel momento in cui gli aerei virarono effettivamente verso ovest erano troppo lontani dalle coste e avevano oltrepassato l'autonomia di carburante. Questo fattore, combinato con il maltempo, diminuì molto le speranze di salvataggio, anche se gli aviatori fossero riusciti a rimanere a galla.

## Relitti degli aerei
Nel 1986 venne trovato il relitto di un Avenger fuori dalle coste della Florida durante le ricerche dei resti dello Space Shuttle Challenger. Joh Myer, un archeologo dell'aviazione, recuperò il relitto dal fondo dell'oceano Atlantico nel 1990, pensando di aver trovato uno degli aerei scomparsi, ma non poté essere compiuta un'identificazione. Nel 1991 i relitti di cinque Avenger vennero trovati nei pressi delle coste della Florida, ma i numeri di serie dei motori rivelarono che non appartenevano al Volo 19. Nel 1992 un'altra spedizione localizzò dei relitti sparsi sul fondo dell'oceano, ma non furono possibili identificazioni. Nell'ultimo decennio, i ricercatori hanno espanso le aree di ricerca spingendosi più a est in pieno oceano. È stato determinato attraverso i registri della marina che vari aerei, tra cui il gruppo di cinque velivoli, dichiarati inadatti alle riparazioni, alla manutenzione oppure ritenuti obsoleti vennero semplicemente buttati in mare.

## Il triangolo delle Bermude
Un articolo nel giugno 1973 dell'Naval Aviation News descrive la storia della scomparsa del Volo 19:
Questa versione può essere fatta risalire ad un numero del magazine American Legion dell'aprile 1962, nel quale l'autore Allen W. Eckert per la prima volta scrisse la storia "popolare" sulla scomparsa degli aerei. Tra le sue affermazioni c'è anche quella secondo la quale Taylor venne sentito dire "Stiamo entrando nell'acqua bianca, niente sembra giusto. Non so dove siamo, l'acqua è verde, non bianca". Venne anche detto che la commissione di inchiesta affermò che gli aerei scomparvero come se fossero "volati verso Marte". L'articolo di Eckert, intitolato "The Lost patrol" fu il primo a ipotizzare elementi soprannaturali connessi con il Volo 19, ma fu un altro autore, Vincent Gaddis, che scriveva per la rivista Argosy ad inserire il Volo 19 tra le scomparse misteriose e coniò il termine "Il mortale triangolo delle Bermude". Egli scrisse un libro più dettagliato l'anno successivo, intitolato "Invisible Horizons". In seguito altri scrittori seguirono in questa teoria con le proprie opere: John Wallace Spencer (Limbo of the Lost, 1969), Charles Berlitz (The bermuda Triangle, 1974), Richard Winer (The Devil Triangle, 1974) e molti altri. Tutti conservarono alcuni elementi soprannaturali sottolineati da Eckert. Berlitz, nipote di un celebre linguista e autore di vari libri su fenomeni soprannaturali, attribuì la scomparsa degli aerei a forze sconosciute, nonostante l'assenza di prove a suo favore. Il destino del Volo 19 fu una delle scomparse avvenute nel triangolo delle Bermude citate nel film Incontri ravvicinati del terzo tipo del 1977.

## Equipaggio del Volo 19 e del PBM-5 BuNo 59225

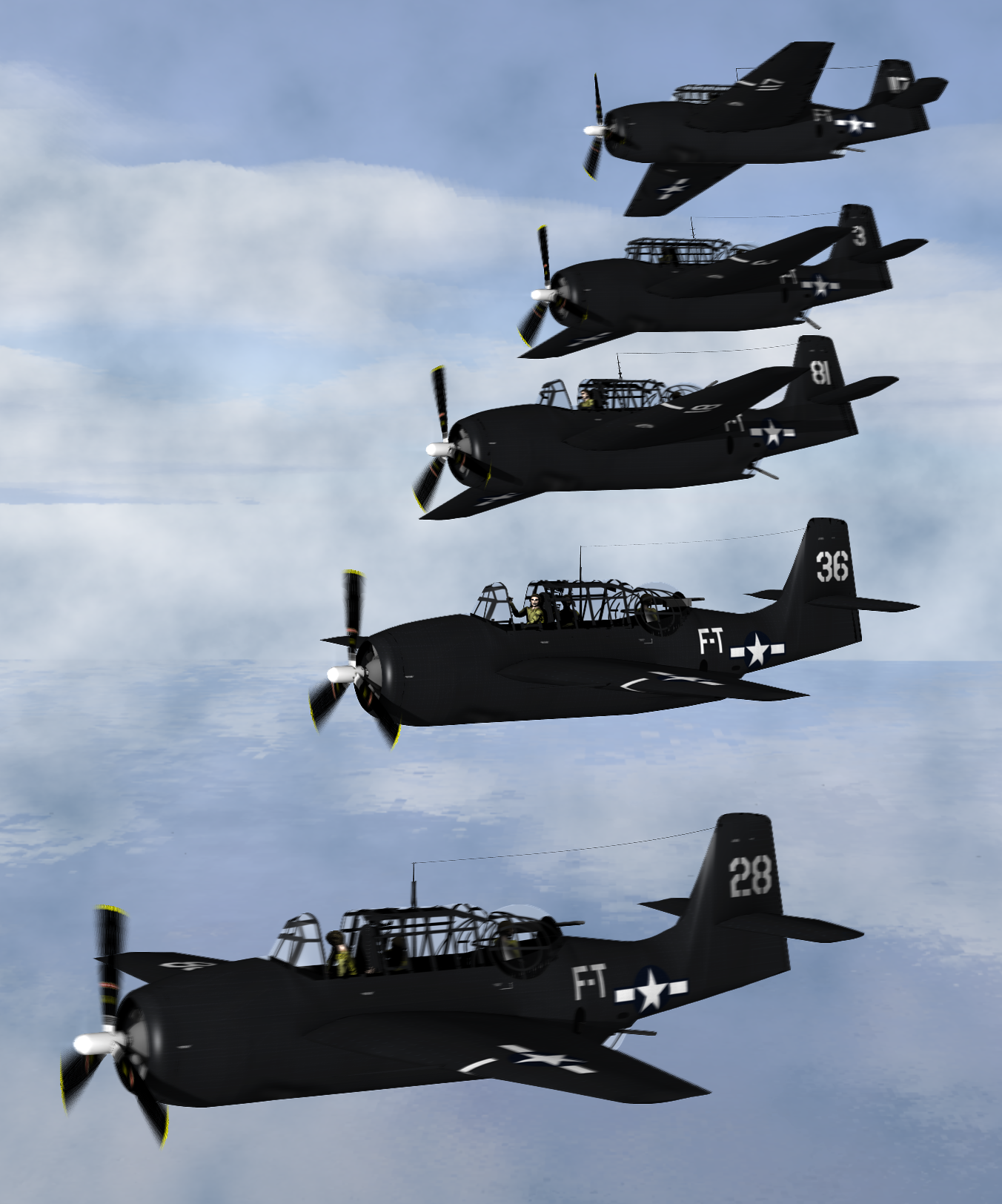
Raffigurazione in computer grafica dei cinque aerei.
Dal basso verso l'alto:
FT-28, FT-36, FT-81, FT-3 e FT-117

| FT-28 | Charles C. Taylor, Lt., USNR     | George F. Devlin, AOM3c, USNR Walter R. Parpart, ARM3c, USNR | FT-36 | Edward J. Powers, Capt., USMC H.Q. | Howell O. Thompson, SSgt., USMCR George.R. Paonessa, Srg., USMC |
| FT-3 | Joseph.T. Bossi, Ensign, USNR    | Herman A. Thelander, S1c, USNR Burt E. Baluk, JR., S1c, USNR |       |                                    |                                                                 |
| FT-117 | George W. Stivers, Captain, USMC | Robert P. Gruebel, Pvt., USMCR Robert F. Gallivan, Sgt., USMC |       |                                    |                                                                 |
| FT-81 | Robert J. Gerber, 2nd LT, USMCR  | William E. Lightfoot, Pfc., USMCR* |       |                                    |                                                                 |
| BuNo 59225 | Walter G. Jeffery, Ltjg, USN     | Harrie G. Cone, Ltjg, USN Roger M. Allen, Ensign, USN Lloyd A. Eliason, Ensign, USN Charles D. Arceneaux, Ensign, USN Robert C. Cameron, RM3, USN Wiley D. Cargill, Sr., Seaman 1st, USN James F. Jordan, ARM3, USN John T. Menendez, AOM3, USN Philip B. Neeman, Seaman 1st, USN James F. Osterheld, AOM3, USN Donald E. Peterson, AMM1, USN Alfred J. Zywicki, Seaman 1st, USN |       |                                    |                                                                 |
| *Questo particolare aereo aveva un membro dell'equipaggio in meno. L'aviatore in questione, Allan Kosnar ricevette il permesso speciale di non volare quel giorno. I sostenitori del mistero del triangolo delle Bermude citano questo fatto affermando che ebbe una forte premonizione di pericolo |                                  | |       |                                    |                                                                 |